# Panaxia nigradonna
Panaxia nigradonna là một loài bướm đêm thuộc phân họ Arctiinae, họ Erebidae.